# 윤현준
윤현준은 대한민국의 연출가이다. 1997년 KBS에 입사하였으며, 2011년 JTBC로 이적하였다가, 2024년 현재 스튜디오 슬램 대표자다.

## 작품 목록

### 텔레비전 프로그램

#### KBS
- 《뮤직뱅크》 (2006-2008)
- 《상상더하기》 (2008-2010)
- 《김승우의 승승장구》 (2010-2011)

#### JTBC
- 《소녀시대와 위험한 소년들》 (2011-2012)
- 《신화방송》 (2012-2013)
- 《신화방송 - 신화가 찾은 작은 신화》 (2013-2014)
- 《크라임씬》 (2014)
- 《비정상회담》 (2014-2016)
- 《크라임씬 2》 (2015)
- 《투유 프로젝트 - 슈가맨》 (2015-2016)
- 《크라임씬 3》 (2015-2016)
- 《투유 프로젝트 - 슈가맨 2》 (2018)
- 《요즘애들》 (2018)
- 《캠핑클럽》 (2019)
- 《투유 프로젝트 - 슈가맨 3》 (2019~2020)
- 《싱어게인》 (2020~2021)
- 《싱어게인 2》 (2021~2022)
- 《오버 더 톱》 (2022~2023)
- 《피크타임》 (2023)
- 《싱어게인 3》 (2023~2024)
- 《유명가수와 길거리 심사단》 (2024)

### OTT 오리지널
- 《크라임씬 리턴즈》 (2024, TVING)
- 《흑백요리사: 요리 계급 전쟁》 (2024, 넷플릭스)
- 《크라임씬》 (2025, 넷플릭스)